# Roger Miller
Roger Dean Miller (Fort Worth, 2 januari 1936 – Los Angeles, 25 oktober 1992) was een Amerikaans zanger en acteur. Zijn bekendste wapenfeit was de single King of the Road, die ook de Nederlandse hitparades haalde. Zijn stijl wordt omschreven als countrymuziek, maar kent specialisaties in scat en vocalese (variant van vocalise). Hijzelf was zich daarvan niet bewust; hij wilde muziek schrijven als anderen, maar het bleek altijd een ander resultaat te hebben.

## Leven
Millers vader Jean overleed aan hersenvliesontsteking toen hij nog geen jaar oud was. Moeder Laudene kon niet voor haar drie kinderen zorgen (het waren de jaren van de Grote Depressie) en liet de opvoeding van Robert over aan Jeans broer Elmer en vrouw Armelia in Erick, Oklahoma). Het was een tijd van grote armoe en Roger moest meehelpen op de boerderij. Ten teken van de armoe: een telefoon kon pas in 1951 aangesloten worden. Roger moest naar school, alwaar maar één klaslokaal was. Zo jong als hij was, begon hij toen al met het schrijven van stukjes muziek, hij was een introverte dagdromer. De zinsnede There’s a picture on the wall. It’s the dearest of them all, Mother dateert vanuit die tijd.
Op de middelbare school werd hij lid van de National FFA Organization. Ondertussen luisterde hij naar het radiostation van zijn neef Sheb Wooley en leerde ook van hem zijn eerste noten op de gitaar. Wooley kocht ook een fiddle voor hem. De eerste invloeden op zijn latere muziek kwamen van Hank Williams en Bob Wills. Uit die tijd dateren ook zijn eerste optredens in Oklahoma, maar ook in Texas. Miller ging voor het muzikantenleven. Op zeventienjarige leeftijd moest hij toch een gitaar stelen, maar gaf zichzelf daarna aan. Om aan arrestatie te ontkomen sloot hij zich aan bij het leger en kon prompt naar het slagveld van Korea (1952). De laatste jaren van zijn diensttijd versleet hij in Atlanta, Georgia, alwaar hij fiddle ging spelen in "The Circle of Wranglers", een muziekgroep vanuit het leger. Miller kwam terecht in South Carolina alwaar hem werd geadviseerd zich te vestigen in Nashville (Tennessee).
In Nashville maakte Miller kennis met Chet Atkins, die hem opnieuw een gitaar moest lenen. Miller trad op (hij kende nog maar twee akkoorden) en verdiende bij als piccolo in een plaatselijk hotel; hij raakte bekend als de "zingende piccolo". Daarnaast speelde hij ook in de band van Minnie Pearl. Hij ontmoette George Jones en mocht met hem muziek opnemen in Houston voor Starday Records. Miller, inmiddels getrouwd en ouder van een kind, verhuisde naar Amarillo (Texas) en stond op het punt de muziek vaarwel te zeggen; hij werd brandweerman. Hij bleef wel min of meer optreden en zijn loopbaan als brandweerman voorliep niet voorspoedig. Hij sliep door een brand heen en hem werd vriendelijk verzocht een ander baantje te zoeken. Hij ontmoette Ray Price en ging spelen in diens Cherokee Cowboys. Eenmaal terug in Nashville schreef hij Invitation to the blues, dat een hit werd van Rex Allen en later voor Ray Price (nummer 3 in de Amerikaanse countrylijst). De volgende jaren lieten een aantal successen horen, Millers liedjes geschreven voor Tree Publishing en vertolkt door derden:  Half a mind door Ernest Tubb, That’s the way I feel voor Faron Young en Billy Bayou voor Jim Reeves. Miller was echter ongedisciplineerd, men moest aandringen op voltooiing van de aangevraagde liedjes.
In 1958 kreeg Miller zelf dan een platencontract bij Decca Records. Hij werd gekoppeld aan Donny Little, later bekend onder de naam Johnny Paycheck. Ze zongen A man like me en The wrong kind of girl van Little, maar haalden de hitparades niet. Na Jason Fleming, dat ook onsuccesvol bleef, ging Miller achter de drumkit zitten van Faron Young, hoewel hij nog nooit slagwerk had geleerd. Ook maakte hij opnieuw kennis met Chet Atkins en stapte over naar RCA Records. In 1960 steeg You don’t want my love (alternatieve titel In the summertime) de hitparade in; het bereikte plaats 14 in de countrylijst. Opvolger When two worlds collide, samen geschreven met Bill Anderson, haalde de top 10. Na de successen ontspoorde Miller, hield op met schrijven, scheidde van zijn vrouw en werd feestbeest. Zijn platenlabel ontsloeg hem en hij ging wat anders doen.
Hij ging proberen om acteur te worden. Hij zat echter zonder geld en vond onderdak bij Smash Records, dat bereid was hem 1600 Amerikaanse dollars voorschot te geven. Daar volgden de in vier minuten geschreven Dang Me en Chug-a-lug uit en die plaatjes haalden naast de nummer 1 en 3 positie in de countrylijsten ook de Billboard Hot 100 (respectievelijk plaatsen 7 en 9). Nog datzelfde jaar volgde Do-wacka-do en vlak daarna zijn grootste succes King of the Road met een vierde plaats in de Billboard Hot 100.  Daarna verschenen achtereenvolgens Engine Engine, Kansas City Star en England Swings. 1966 zag Husbands and Wives. Hij kreeg in september 1966 een eigen tv-show op NBC, maar die was niet succesvol, januari 1967 verdween het na 13 weken van de buis. De successen werden minder hevig met hits als Walkin' in the Sunshine, Little green apples van Bobby Russell en Me and Bobby McGee van Kris Kristofferson. In 1970 gevolgd door het studioalbum A trip in the country. Smash Records werd opgeheven en Miller verhuisde naar Columbia Records en kwam in 1973 met  Dear folks: Sorry I haven't written lately. Datzelfde jaar acteerde en zong Miller drie liedjes in de Walt Disney film Robin Hood in de rol van minstreel Alan-a-Dale. In 1978 leende hij zijn stem aan de rol van Speiltoe in Nestor, The Long-Eared Christmas Donkey. Zingen bleef Miller, hij musiceerde in 1981 samen met Willie Nelson op het album Old friends. Op de titelsong, die al in Oklahoma was geschreven, zong ook Ray Price weer mee. Het zou zijn laatste hit zijn; het was 1982.
Het gebrek aan erkenning leidde tot een muzikale stilstand, maar hij schreef nog wel de muziek voor Mark Twains The Adventures of Huckleberry Finn in de uitvoering op Broadway. Hij had het boek vooraf niet gelezen, maar kwam toch met de muziek nadat het boek hem deed terugdenken aan zijn armoedige jeugd. Het wilde echter niet vlotten en na anderhalf jaar ging op 25 april 1985 het stuk met Big River in première in het Eugene O'Neill Theatre. Naast de muziek speelde Miller ook de rol van Finns vader, nadat John Goodman deze had laten schieten voor Hollywood. De musical kreeg zeven Tony Awards, waaronder een voor de muziek.
Miller verhuisde echter naar Santa Fe (New Mexico) en kwam nog schaars met successen, waaronder samen met Dwight Yoakams It only hurts when I cry uit 1990 (album If there was a way) en zong daarbij op de achtergrond. Het haalde wel weer een hitnotering in de Verenigde Staten. Hij ging zelf in 1990 nog op tournee en trad in 1992 nog voor de televisie op. De opnamen werden uitgezonden een dag nadat hij was overleden.

## Persoonlijk leven
Miller trouwde uiteindelijk driemaal en liet zeven kinderen na, waarvan de jongste al vroeg stierf. Dean Miller, van zijn tweede vrouw, werd zelf zanger. Het succes had een weerslag op het gedrag van Miller; hij leed aan depressies en slaapwandelen. Vervolgens raakte hij verslaafd aan de drugs en liep soms gewoon van het podium af en belandde in vechtpartijen. Mary Arnold leerde hij kennen via zanger Kenny Rogers, zij zong in The First Edition en voor Gerald Ford en werd in 2009 opgenomen in de Rock’n’Roll Hall of Fame van Iowa. Arnold zorgt nog altijd voor de muzikale erfenis en aardse bezittingen van Roger Miller. In die hoedanigheid spande ze een rechtszaak aan tegen Sony om uiteindelijk 900.000 dollar achterstallig royalty's te kunnen innen. Miller, een fervent roker, stierf aan long- en keelkanker in 1992.

## Discografie

### Belangrijkste albums
- Roger and out (1964)
- The return of Roger Miller (1965)
- The 3rd time around (1965)
- Golden Hils (1965)
- Words and music (1966)
- Walkin' in the sunshine (1967)
- A tender look at love (1968)
- Roger Miller (1969)
- Roger Miller featuring Dang me! (1969)
- A trip in the country (1970)
- Roger Miller 1970 (1970)
- Dear folks, Sorry I haven't written lately (1973)
- Celebration (1976)
- Painted poetry (1977)
- Off the wall (1978)
- Waterhole #3 (1978)
- Making a name for myself (1979)
- Old Friends  (1982)
- The country side of Roger Miller (1986)
- Green green grass of home (1994)

### Belangrijkste singles
van hemzelf
- "Dang Me" (1964)
- "King of the Road" (1965)
- "England Swings" (1966)

van derden
- "Billy Bayou (Jim Reeves) (1958)
- "Don't we all have the right’’ door  Ricky Van Shelton (1988)
- "Tall, tall trees" door Alan Jackson (1995)
- "Husbands and wives" door Brooks & Dunn (1998)

## Prijzen
Naast hits mocht Roger Miller ook muzikale onderscheidingen ontvangen. In 1966 kreeg hij vijf Grammy Awards tegelijk voor zijn single King of the Road uit het voorgaande jaar en een voor het album The Return of Roger Miller, waar King of the Road trouwens ook op stond. De plaats waar hij opgroeide noemde een straat naar hem, alwaar in 2004 een naar hem genoemd museum werd geopend.
Lijst van onderscheidingen:
- 1964: Grammy Award: Best Country Song: "Dang me"
- 1964: Grammy Award: Best New Country and Western Artist
- 1964: Grammy Award: Best Country and Western Recording, Single: "Dang me"
- 1964: Grammy Award: Best Country and Western Performance, Male: "Dang me"
- 1964: Grammy Award: Best Country and Western Album: "Dang me"/"Chug-a-Lug"
- 1965: Jukebox Artist of the Year
- 1965: Grammy Award: Best Country Song: "King of the road"
- 1965: Grammy Award: Best Country Vocal Performance, Male: "King of the road"
- 1965: Grammy Award: Best Country and Western Recording, Single: "King of the road"
- 1965: Grammy Award: Best Contemporary Vocal Performance, Male: "King of the road"
- 1965: Grammy Award: Best Contemporary (Rock 'N Roll), Single: "King of the road"
- 1965: Grammy Award: Best Country and Western Album: "The return of Roger Miller"
- 1965: Academy of Country and Western Music: "Best songwriter"
- 1965: Academy of Country and Western Music: "Man of the year"
- 1973: Nashville Songwriters Hall of Fame
- 1985: Tony Award for Best Score and Drama Desk Award for Outstanding Lyrics voor Big river
- 1988: Academy of Country Music: Pioneer Award
- 1995: Country Music Hall of Fame
- 1997: Grammy Hall of Fame Song: "Dang me"
- 1998: Grammy Hall of Fame Song: "King of the road"
- 2003: CMT's 40 Greatest Men of Country Music: Ranked #23.
- 2004: Oklahoma Music Hall of Fame
- 2005: Texas Country Music Hall of Fame

## NPO Radio 2 Top 2000
Van Roger Miller stond alleen King of the Road in 1999 in de NPO Radio 2 Top 2000, op plek 1810.